# Florens stadsbyggnadshistoria

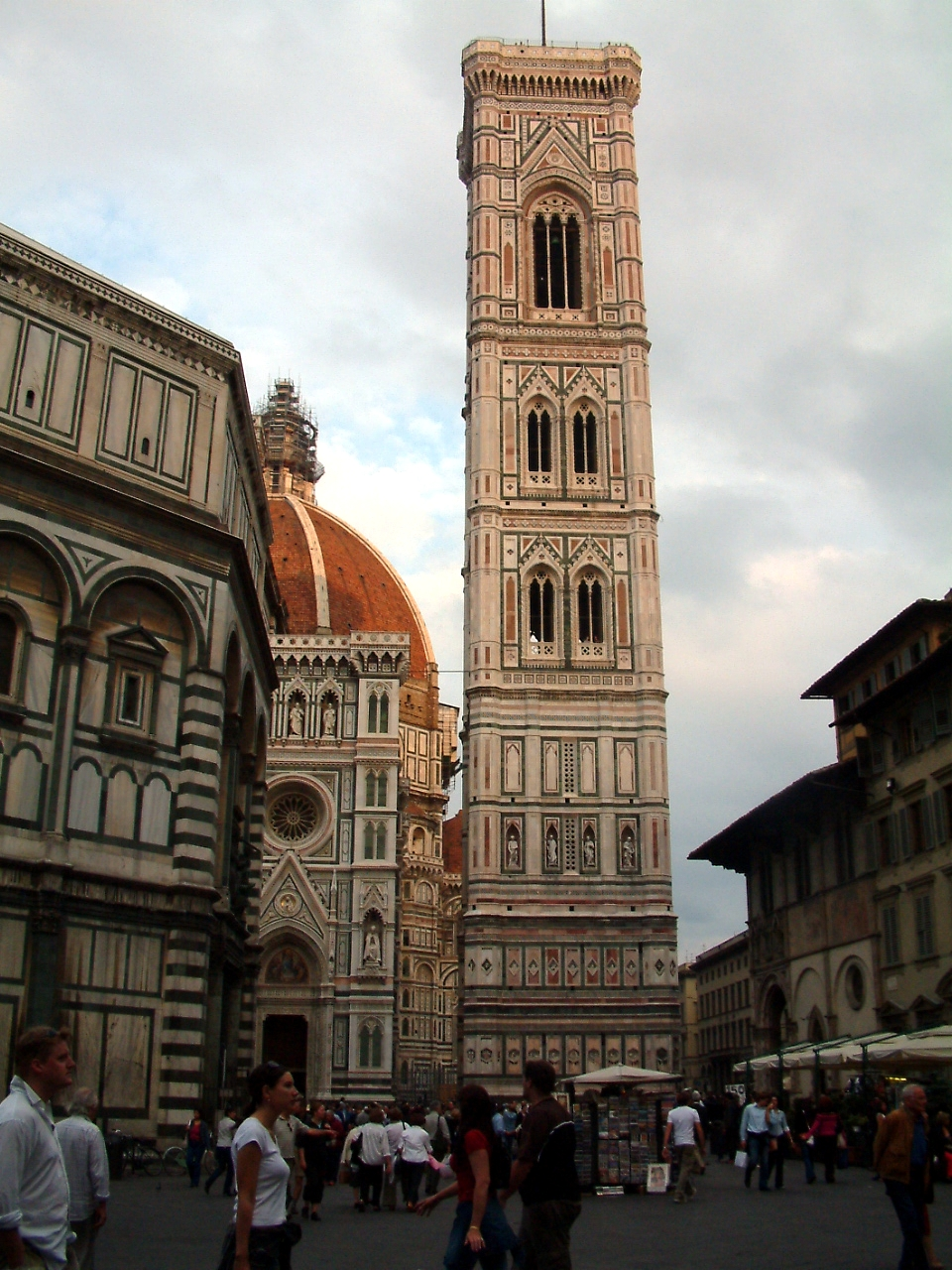
Giottos klocktorn.

Florens har kvar flera väl bibehållna stadsportar från 1200-talet och 1300-talet (Porta alla Croce, Porta San Gallo, San Frediano etc.). Vackra kullar och vågiga berg omger dalen, men i det inre är staden fylld av gator och torg, som är mera intressanta än vackra, beroende därpå, att husen mestadels är höga och sammanträngda samt byggda av ett allvarligt material i en enkel stil, som förlänar staden en stolt republikansk prägel, men inte vid första anblicken gör den intagande på samma sätt som Venedig och Genua.
Vill man rätt fatta tilläggsordet la bella ("den vackra"), som Florens fått av italienarna, så ska man uppsöka några av de härliga punkterna utom staden, i synnerhet den på höjden utanför den södra stadsmuren belägna kyrkan San Miniato, varifrån utsikten över staden med dess torn och kupoler mitt i den rika omgivningen framträder som en av de skönaste inom det annars i detta hänseende så rika Italien. Innersta delen av den nuvarande staden utgjorde det antika Florens, som under medeltiden tre särskilda gånger utvidgades genom framflyttande av ringmuren. Stadens huvudgrupper ordnar sig kring dess förnämsta byggnadsverk, först och främst kring Brunelleschis katedral med dess stolta kupol och Giottos eleganta klocktorn campanile); vidare kring Piazza della Signoria, som utgör medelpunkten för Florens stadsliv, med det gamla stadshuset, Palazzo Vecchio, och republikens öppna hall, Loggia dei Lanzi, samt den florentinska konstens stolta hem, Palazzo degli Uffizi, samt i gamla stadens utkanter, i nordväst kring Santa Maria novella, där Florens står som den nya konstens vagga, i sydöst kring San Croce, inom vars murar flera av världens största män, Florens söner, vilar i sin fädernestads Pantheon, och i sydväst kring Palazzo Pitti, där den moderna konsten har ett av sina högkvarter. 

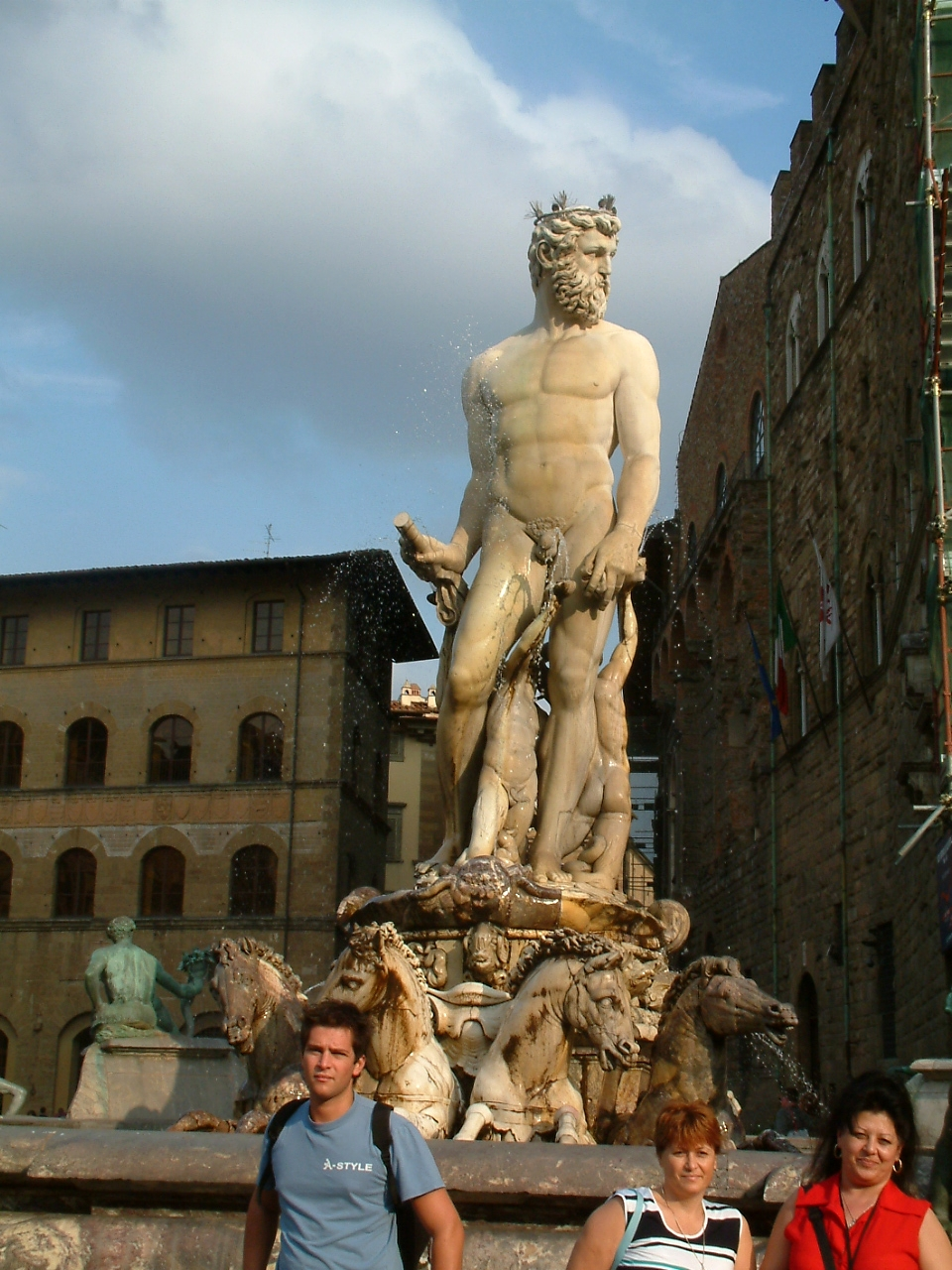
Neptunusfontänen

Bland stadens många kyrkor kan några särskilt nämnas. Katedralen Santa Maria del Fiore, anlagd 1296, efter ett utkast av Arnolfo di Cambio, krönt med den av Brunelleschi år 1420 påbörjade, 1434 färdiga kupolen (västra fasaden utfördes först 1878–1888). Kampanilen, Giottos mästerverk, fristående, såsom vanligen de italienska klocktornen, är ett smärt, fyrkantigt torn, uppstigande i fem, av gotiska fönster genombrutna, våningar och helt beklätt med en bländande marmorskrud, som jämte de fina formerna gör det, oaktat dess väldiga höjd, till en av världens elegantaste arkitekturskapelser. Den tredje byggnaden i denna grupp är Baptisteriet (it. Battistero), helgat åt Florens skyddspatron, Johannes döparen, och i äldsta tider Florens katedral, numera dess dopkyrka, en urgammal, åttkantig kupolbyggnad, världsbekant för sina vackra antika arkitekturdetaljer och sina tre par bronsportar. Den äldsta porten är ett verk av Andrea Pisano, de andra båda av Lorenzo Ghiberti, renässansskulpturens förste mästare, som i de sist utförda portarna till huvudportalen gjorde det första ödesdigra steget tili inblandning av perspektiv och pittoresk anordning i reliefen, vilket sedan förde till barocken och konstens förfall.
Santa Maria novella, en dominikankyrka i italiensk gotik, är berömd för sin renässansfasad (av Leon Battista Alberti), i vilken voluter såsom förbindelse mellan över- och undervåning första gången förekommer, samt för sina målningar av Cimabue, Orcagna och flera av Giottos efterföljare samt av Filippino Lippi, Domenico Ghirlandajo och andra renässansens förste mästare. San Croce, en väldig franciskankyrka, med ny fasad (färdig 1863), är begravningsplatsen för Michelangelo, Alfieri, Machiavelli, Galilei m.fl. San Marco, det sedan Medicéernas tid berömda dominikanklostret, har att uppvisa två världshistoriska namn, Fra Giovanni da Fiesole och Savonarola; klostret är numera ett museum, i vilket Fiesoles fresker utgör den rikaste och skönaste skatten. San Lorenzo är berömd såsom renässansens första stora kyrkobyggnad, utförd av Brunelleschi, liksom för Medicéernas gravkor med de av Michelangelo utförda bildstoderna och figurerna ("Dagen" och "Natten", "Morgonrodnaden" och "Aftonskymningen"). 

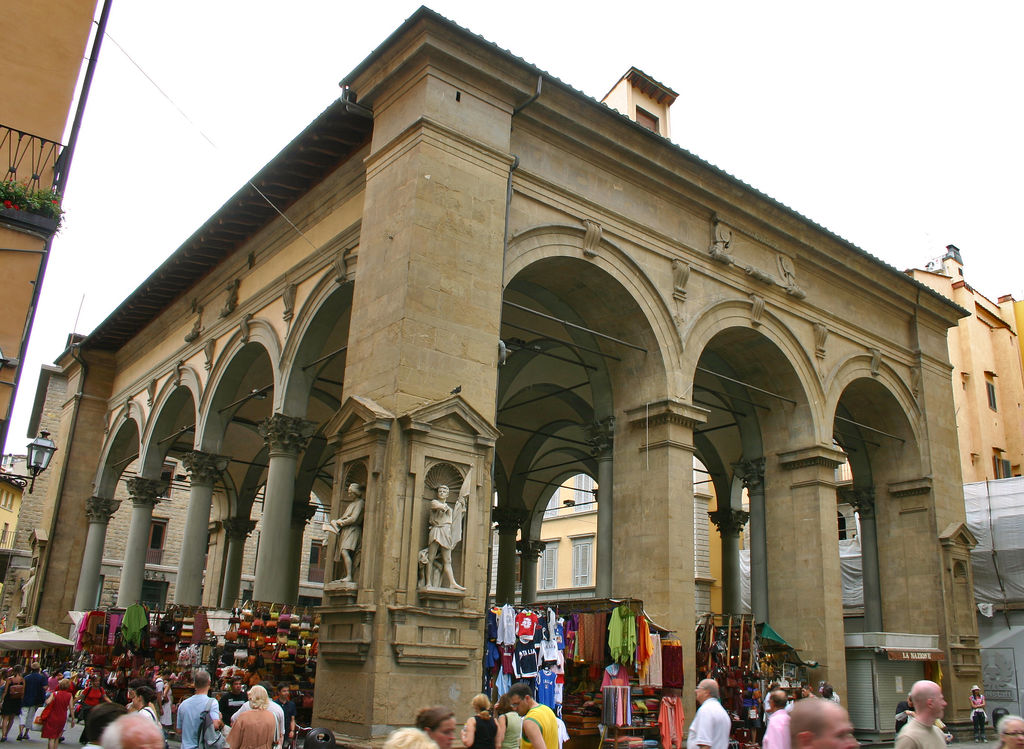
Gamla marknaden.

Santo Spirito, likaledes ett verk av Brunelleschi, är renässansens vackraste kyrka i Florens och bjuder dessutom på en mängd konstverk av den florentinska skolan. I dess närhet, på södra stranden av Arno, ligger Santa Maria del Carmine, en arkitektoniskt föga betydande kyrka, men av så mycket större vikt i målarkonstens historia genom de i Cappella Brancacci av Masaccio i början av 1400-talet utförda fresker, som bröt vägen för det nyare måleriet och långt in i tiden studerades av dess störste mästare, såsom Leonardo, Michelangelo och Rafael. Slutligen är San Miniato berömd både för sin vackra arkitektur (basilikaform med en ädel fasad av inkrusterad marmor) och sin härliga utsikt över Arnodalen. Upp till San Miniato kommer man medelst en storartad väganläggning, Viale dei Colli, förbi en nyanlagd plats, Piazzale Michelangelo, med bronskopior av Michelangelos David och av hans ovan nämnda figurer ur Medicéernas gravkapell såsom sockelbilder. Stadens övriga promenader är Le cascine (i nordväst, längs Arno), den stora Giardino di Boboli (i sydväst, bakom Palazzo Pitti); utom staden sträcker sig vackra promenader, i söder till La Certosa (ett gammalt kloster), i väster Bello Sguardo, med sin vackra utsikt, samt norrut Fiesole.

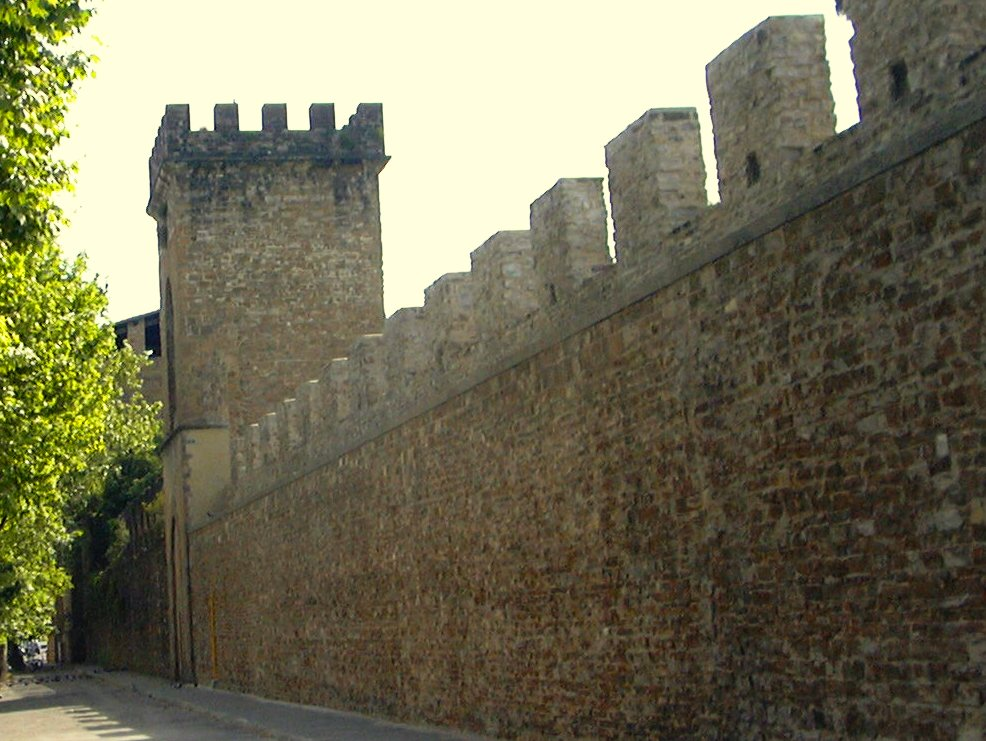
Stadsmuren

Till renässansens första väldiga skapelser, som ännu knappt behärskades av formen, hör Palazzo Pitti, Brunelleschis titaniska verk, i vilket rustican första gången användes fullt konstnärligt, Palazzo Strozzi, höjdpunkten av ungrenässansens palatsbyggnadskonst i Florens, med den första stora gesimsen i nya tider, utförd av Cronaca, Palazzo Riccardi, i vilket typen ännu mera förmildrats, Palazzo Rucellai, där rustica förbinds med pilasterbyggnad
(ett verk av Leon Battista Alberti), m.fl., alla med pittoreska gårdar, omgivna av kolonner och arkader i flera våningar. Till högrenässansen hör Palazzo Pandolfini, ett ädelt och enkelt verk av Rafael, och till dess efterblomstring det vackra Palazzo degli Uffizi, med sin dubbla pelargång, prydd i nyare tider med marmorstoder av Toscanas stora män, såsom Lorenzo de' Medici, Orcagna, Giotto, Donatello, Alberti, Leonardo da Vinci, Michelangelo, Dante, Petrarca, Giovanni Boccaccio, Machiavelli, Guicciardini, Amerigo Vespucci, Farinata degli Uberti, Galilei,
Guido Aretino, Benvenuto Cellini och många andra. 